# كيم جونغ-هان
كيم جونغ-هان (هانغل: 김용한) هو لاعب كرة قدم كوري جنوبي في مركز الوسط، ولد في 28 يونيو 1986 في كوريا الجنوبية. لعب مع إنتشون يونايتد.

## وصلات خارجية
- كيم جونغ-هان على موقع دوري كوريا الجنوبية (الإنجليزية)
- كيم جونغ-هان على موقع قاعدة بيانات كرة القدم.إي يو (الإنجليزية)
- كيم جونغ-هان على موقع Soccerway.com (الإنجليزية)